# Viaduct van Roanne-Coo
Het viaduct van Roanne-Coo is een spoorwegviaduct in La Gleize, een deelgemeente van Stoumont. Het viaduct is een deel van spoorlijn 42 en overspant de Amblève en de N633. Het viaduct is genoemd naar de nabijgelegen dorpjes Roanne (gemeente Stoumont) en Coo (gemeente Stavelot).
Het viaduct is een boogbrug opgetrokken uit natuursteen. Het oorspronkelijke viaduct telde 8 bogen van elk 12,5 meter over de vallei en als centrale overspanning over de Amblève een stalen vakwerkconstructie. Later werd de centrale overspanning vervangen door 2 bogen in natuursteen van elk 25 meter. Het ganse viaduct is 186 meter lang en heeft een hoogte van 23 meter.
Direct op het viaduct ligt de tunnel van Roanne-Coo aangesloten.